# Zeta Cygni
Zeta Cygni is een dubbelster in het sterrenbeeld Zwaan. De dubbelster bestaat uit twee componenten, waarvan één reuzenster en één witte dwerg (gegevens in de infobox gaan over de reuzenster).